# ألبرت راميريز
ألبرت راميريز (بالإسبانية: Albert Ramírez) (مواليد 7 مايو 1992) هو ملاكم فنزويلي، مثّل بلاده في الألعاب الأولمبية الصيفية 2016.

## روابط خارجية
ألبرت راميريز على موقع اللجنة الأولمبية الدولية (الإنجليزية)
- ألبرت راميريز على موقع أوليمبيديا (الإنجليزية)